# Castrillo de Villavega
Castrillo de Villavega település Spanyolországban, Palencia tartományban. Castrillo de Villavega Loma de Ucieza, Villaherreros, Abia de las Torres, Bárcena de Campos, Villasarracino és Villameriel községekkel határos. Lakosainak száma 168 fő (2024).

## Népesség
A település népessége az elmúlt években az alábbi módon változott:
| Lakosok száma | 280  | 255  | 218  | 202  | 210  | 198  | 187  | 174  | 171  | 168  |
|               | 2001 | 2004 | 2007 | 2009 | 2012 | 2014 | 2017 | 2019 | 2022 | 2024 |